# لشکر ۶ پیاده (عراق)
لشکر ۶ پیاده عراق (انگلیسی: 6th Division) لشکر پیاده‌نظام موتوریزه زیرمجموعه نیروی زمینی عراق است، که در سال ۱۹۵۹ تأسیس شد. این لشکر از یگان‌های عمل‌کننده در جنگ ایران و عراق بود و در عملیات طریق‌القدس، عملیات فتح‌المبین، عملیات بیت‌المقدس و نبرد دوم فاو شرکت داشت. ستاد فرماندهی لشکر ۶ پیاده مکانیزه در شهر بغداد قرار دارد.

## تاریخچه
لشکر ۶ که از سال ۱۹۵۹ تشکیل شد و تا سال ۱۹۷۳ به یک لشکر زرهی تغییر یافت، اما در سال ۲۰۰۳ منحل شد. در اوت ۲۰۰۵ به عنوان بخشی از ارتش جدید سازماندهی مجدد شد.
این لشکر در طول جنگ یوم کیپور در بلندی‌های جولان حضور داشت، اما به نظر نمی‌رسد که عملیات زیادی انجام داده باشد. یکی از اجزای آن در طول جنگ، تیپ ۳۰ زرهی بود. این لشکر در چندین نبرد جنگ ایران و عراق حضور داشت. بعداً در طول جنگ، در نبرد دوم فاو در سال ۱۹۸۸ به همراه لشکر ۷ پیاده حضور داشت. این لشکر در طول جنگ خلیج فارس با سپاه چهارم فعالیت کرد و سپس در سال ۲۰۰۰ علیه کردها در شمال جنگید. درست قبل از حمله به عراق در سال ۲۰۰۳، به سپاه سوم اختصاص داده شد. در آن زمان، شامل تیپ ۲۵ مکانیزه، تیپ ۳۰ زرهی و تیپ ۷۰ زرهی بود. این لشکر به تانک‌های تی-۵۵ و بی‌ام‌پی-۱ مجهز بود. در طول نبرد ناصریه در مارس ۲۰۰۳، در جریان حمله، این لشکر دیگر قادر به نبرد نبود. سپس به همراه بقیه ارتش عراق، طبق دستور شماره ۲ حکومت موقت ائتلاف، منحل شد.
بازسازی ارتش عراق در سال ۲۰۰۳ آغاز شد. واحدهایی که در نهایت لشکر ششم را تشکیل دادند، کمی بعد از آن شروع به ایجاد کردند. در حالی که بیشتر گردان‌های لشکر ششم، واحدهای گارد ملی سابق عراق هستند و برخی از آنها متعلق به سپاه دفاع مدنی عراق، هستند.

## سازمان
لشکر ششم قدیمی‌ترین تشکیلات ارتش در بغداد است. یگان های تابعه این لشکر:
- تیپ ۱ موتوریزه کبرا: مک‌گراث می‌نویسد که این تیپ ظاهراً مدتی پس از آنکه کنترل منطقه‌ای از بغداد را در فوریه ۲۰۰۵ به دست گرفت، از گارد ملی عراق جدا شد و نام آن از تیپ ۴۰ کبرا به تیپ ۱ موتوریزه کبرا تغییر پیدا کرد. این تیپ در ابتدا از گردان‌های ۳۰۲، ۳۰۳، ۳۰۶ و ۳۰۷ تشکیل شده بود.

- تیپ ۲ پیاده: این تیپ تا ماه مارس ۲۰۱۰ غیر فعال بود. این تیپ در اکتبر ۲۰۰۴ توسط جواد رومی داینی در شرق بغداد و در منطقه‌ای شامل منطقه سنی‌نشین اعظمیه و شهرک صدر، تشکیل شد. این تیپ، که یکی از بهترین تیپ‌های این لشکر است، به عنوان یگان پایه لشکر ۱۱ پیاده (که امروزه تیپ ۴۲ است) مورد استفاده قرار گرفت.

- تیپ ۳ کماندویی هوابرد: یا تیپ عقاب‌های بغداد که امروزه تیپ ۲۵ نامیده می‌شود، اکنون به لشکر ۱۷ کماندویی منتقل شده است.

- تیپ ۴ پیاده هوابرد: یا تیپ مدافعان بغداد.